# Bayshore Gardens
Bayshore Gardens ist ein census-designated place (CDP) im Manatee County im US-Bundesstaat Florida mit 19.904 Einwohnern (Stand: 2020).

## Geographie
Bayshore Gardens liegt an der Sarasota Bay, einer Bucht am Golf von Mexiko. Der CDP befindet sich rund 10 km südlich von Bradenton sowie etwa 70 km südlich von Tampa. Er wird vom Tamiami Trail (U.S. 41) sowie der Florida State Road 70 durchquert bzw. tangiert.

## Demographische Daten
Laut der Volkszählung 2010 verteilten sich die damaligen 16.323 Einwohner auf 9744 Haushalte. Die Bevölkerungsdichte lag bei 1774,2 Einw./km². 81,0 % der Bevölkerung bezeichneten sich als Weiße, 7,4 % als Afroamerikaner, 0,5 % als Indianer und 1,1 % als Asian Americans. 7,3 % gaben die Angehörigkeit zu einer anderen Ethnie und 2,8 % zu mehreren Ethnien an. 19,0 % der Bevölkerung bestand aus Hispanics oder Latinos.
Im Jahr 2010 lebten in 22,0 % aller Haushalte Kinder unter 18 Jahren sowie 43,3 % aller Haushalte Personen mit mindestens 65 Jahren. 53,6 % der Haushalte waren Familienhaushalte (bestehend aus verheirateten Paaren mit oder ohne Nachkommen bzw. einem Elternteil mit Nachkomme). Die durchschnittliche Größe eines Haushalts lag bei 2,16 Personen und die durchschnittliche Familiengröße bei 2,82 Personen.
20,8 % der Bevölkerung waren jünger als 20 Jahre, 22,1 % waren 20 bis 39 Jahre alt, 24,4 % waren 40 bis 59 Jahre alt und 32,6 % waren mindestens 60 Jahre alt. Das mittlere Alter betrug 46 Jahre. 47,1 % der Bevölkerung waren männlich und 52,9 % weiblich.
Das durchschnittliche Jahreseinkommen lag bei 32.864 $, dabei lebten 22,7 % der Bevölkerung unter der Armutsgrenze.
Im Jahr 2000 war Englisch die Muttersprache von 90,73 % der Bevölkerung, spanisch sprachen 7,31 % und 1,96 % hatten eine andere Muttersprache.

## Wirtschaft
Die hauptsächlichen Beschäftigungszweige sind: Ausbildung, Gesundheit und Soziales: (16,5 %), Handel / Einzelhandel: (16,5 %), Industrieproduktion: (15,9 %), Baugewerbe: (10,1 %).

## Kliniken
Die Stadt selbst hat keine Klinik. Für medizinische Behandlungen, die einen ambulanten oder stationären Aufenthalt notwendig machen, müssen die Einwohner eine der Kliniken in Bradenton, etwa 8 km entfernt, aufsuchen: Das "Manatee Glen Hospital", das "Manatee Memorial Hospital" oder das "Blake Medical Center".

## Parks und Sportmöglichkeiten
Es gibt ein kleines Angebot von verschiedenen Stadtparks sowie mehrere sportliche Einrichtungen sowie Spielwiesen und Möglichkeiten zum Camping und Grillen.